# Widmo masowe
Widmo masowe – widmo powstałe poprzez rozdzielenie strumienia jonów według stosunku ich masy (atomowej lub cząsteczkowej) m do ładunku elektrycznego z. 

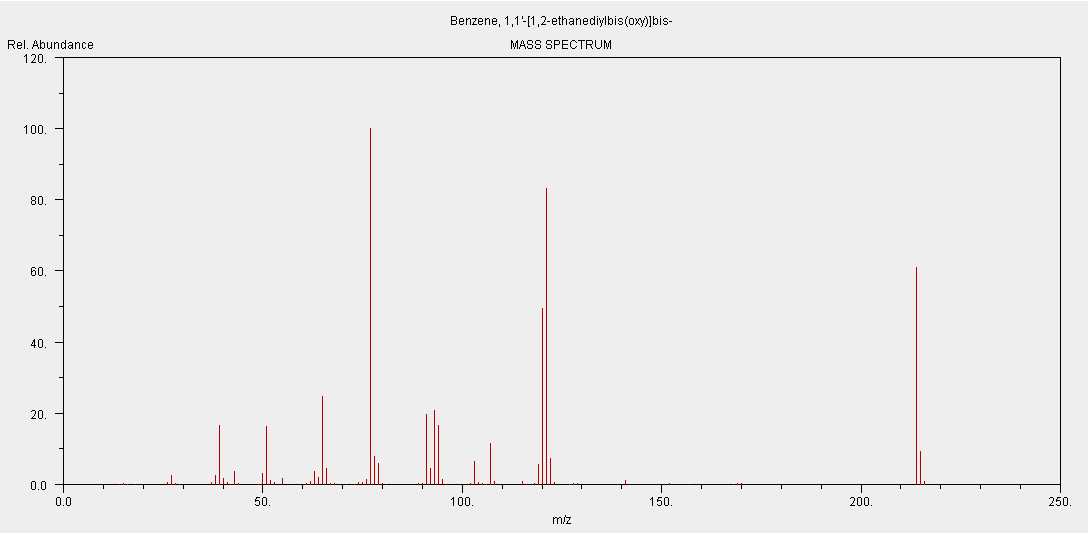
Przykładowe widmo masowe 1,2-difenoksyetanu (C6H5\sO\sCH2\sCH2\sO\sC6H5). Poszczególne sygnały odpowiadają jonowi molekularnemu M\r+, m/z ≈ 214, któremu towarzyszą jony izotopowe m/z ≈ 215, wynikające z obecności naturalnych cięższych izotopów ^{13}C, ^{2}H i ^{17}O, oraz jony fragmentaryczne, powstające w wyniku rozpadu cząsteczki w warunkach jonizacji

Na podstawie widm masowych ustalono procentowe zawartości poszczególnych izotopów w pierwiastkach, a także precyzyjne wyznaczono masy jąder atomowych.